# Mord på hjernen
Mord på hjernen (originaltitel A Mind to Kill og Yr Heliwr) er en britisk krimiserie. Tv-serien blev filmet på engelsk og walisisk, med hver scene bliver indspillet først på et sprog og derefter det andet.

## Medvirkende
- Philip Madoc som DCI Noel Bain (21 episoder, 1994-2002)
- Ffion Wilkins som Hannah Bain (14 episoder, 1994-2002).
- Sharon Morgan som Professor Margaret Edwards, patolog (12 episoder, 1994-2002)
- Gillian Elisa som DS Alison Griffiths (9 episoder, 1994-2001)
- Geraint Lewis som DS Carwyn Phillips (7 episoder, 1994-1997)
- Ieuan Rhys som Sergent Tom Swann (7 episoder, 1997-2002)
- Michael Povey som Superintendent Jack Bevan (6 episoder, 1994-1997)
- Sara McGaughey som DS Leila Hamoudi (3 episoder, 1997-2002)
- Bryn Fôn som DC Meic Challis (3 episoder, 2001-2002)
- Simon Fisher som Alan Bryant (3 episoder, 1994-2002)
- Richard Harrington som Paul Tam (3 episoder, 1995-1997)
- Huw Llyr Roberts som DC Richard Lynch (3 episoder, 2002)